# Canadian Journal of Botany
Canadian Journal of Botany (w publikacjach cytowane także w skrócie jako Can. J. Bot.) – wydawane w Kanadzie przez Canadian Science Publishing naukowe czasopismo publikujące artykuły z zakresu botaniki i mykologii, w tym z zakresu biologii komórkowej i molekularnej, ekologii, fitopatologii, fizjologii i biochemii, struktury i rozwoju, systematyki, fitogeografii i paleobotaniki.
Czasopismo wychodzi od 1929 roku. Artykuły publikowane są na dwóch licencjach (do wyboru przez autorów artykułów):
- w wolnym dostępie open access,
- z zastrzeżeniem praw autorskich[2].

Artykuły od 1950 r. dostępne są online w subskrypcji.
ISSN: 0008-4026, OCLC: 213328824.